# イオンモール大高
イオンモール大高（イオンモールおおだか）は、愛知県名古屋市緑区南大高に所在するショッピングモールである。

## 概要

### 施設概要
総合スーパー（GMS）のイオン大高店とエンクローズドモールの専門店街から構成されるショッピングセンターである。イオン大高店・専門店街は共に建物の1階から3階を占めており、専門店街は全長280mで、南北に縦長である。大高イオンの略称を持つ。
核店舗は総合スーパーのイオン大高店（2011年まではジャスコ大高店）である。名古屋市が2007年（平成19年）10月から緑区で実施しているレジ袋有料化促進モデル事業の関係で、ジャスコ（現在のイオン）では初めてレジ袋の無料配布を開業時から行わない店舗となった。
施設が立地する近隣の地区の伝統工芸である有松・鳴海絞りを館内装飾して常設展示することで、地域性を持たせている。
駐車場は本館平面駐車場、本館地下駐車場、本館屋上駐車場、シネマ館地下駐車場、本館立体駐車場棟、西立体駐車場、臨時駐車場がある。全て有料駐車場である。

### 歴史
イオン株式会社が名古屋市緑区の大高南特定土地区画整理事業地の一角を借用して山﨑建設が建設施工し、2008年（平成20年）3月25日に「イオン大高ショッピングセンター」として正式に開業した。
開業時点では、敷地面積が約80,000m2、立体駐車場を含めた延べ床面積が約160,000m2、商業施設面積が約51,165m2、店舗数が約190であった。
2009年（平成21年）3月14日に、施設東側にJR東海道本線 南大高駅が開業し、駅の2階と当施設の専門店棟1階がペデストリアンデッキで直接連絡するようになった。
2010年（平成22年）3月にシネマ棟が建設され、3月23日にワーナー・マイカル・シネマズ大高が開業した。
2011年（平成23年）3月1日にイオングループの総合スーパーをイオンに店名統一することに伴い、核店舗のジャスコ大高店はイオン大高店に改称することとなった。
2013年（平成25年）7月1日に、館内に入居するワーナー・マイカル・シネマズの運営会社であるワーナー・マイカルがイオンシネマズと合併し、イオンエンターテイメントになったことに伴い、劇場名を「イオンシネマ」に変更した。
2013年（平成25年）11月21日に施設名が「イオン大高ショッピングセンター」から「イオンモール大高」に名称変更された。2011年（平成23年）イオンの大型ショッピングセンターの名称を「イオンモール」に統一することが進められたことに伴う施設名変更である。
2013年（平成25年）11月からイオンリテールの運営していた大型ショッピングセンターをイオンモールの運営に委託することになったことに伴い、11月21日の名称変更と同時に同社の管理運営に移行した。
2014年（平成26年）1月18日に「カンシャ カンレキ NHK名古屋」のPRCM作成のために、フラッシュモブが行われた。イオンモール各務原と当初の設計図は同じである。
2014年（平成26年）4月24日に大改装を行いリニューアルオープンした。77の新店舗が新たに出店して専門店の数も210に増えた。フードコートの席数が1100席になったほか、西立体駐車場、臨時駐車場も建設された。
2023年（令和5年）6月1日に本館エリアの駐車場のシステムが変更され、これまでのゲート式のシステムから、ゲートレス・駐車券レスの、カメラによるナンバープレート認証方式の駐車場料金システムに変更された。西立体駐車場はゲート式から変更されていないが、本館エリアのシステム変更に伴い、当施設でのお買い上げ金額に応じての割引きサービスの認証は、本館エリアと同様に駐車場割引券に記載されているQRコードでの認識に変更となっている。

## テナント

### 現在出店しているテナント
イオン大高店を核店舗として約210の専門店が入居している。
イオン大高店と反対側の北側部分には、ジョーシンやスポーツオーソリティ、ユニクロ、未来屋書店、島村楽器、ナムコランド等の面積の広い専門店が配置されている。
柿安本店がビュッフェレストラン「柿安三尺三寸箸」と、中華ビュッフェレストラン「上海柿安」、ハンバーグステーキレストラン「炭火焼ハンバーグカキヤス」という飲食店3店の他に、子会社の柿安グルメフーズが運営する和菓子店「柿安口福堂」という4店を初めて同時出店した。
名古屋市に本社を置くレディースアパレル企業株式会社ヤマダヤは「MEDOC」メドック、「Vin」ヴァンの2店舗を西尾市に本社を置く化粧品販売の株式会社くわこやは「Parfum」パルファンを運営するなど、地元企業の出店も多くみられる。
2014年（平成26年）10月2日に1階に「南大高中日文化センター」が開設された。
出店店舗全店の一覧・詳細情報は公式サイト「ショップリスト」を参照。

### 過去に出店していたテナント
- しゃぶ菜大高店
  - 2008年（平成20年）3月下旬から6月4日の間、店舗責任者の指示にて1日数回から10回程度、継続的に食べ残しのしゃぶしゃぶ肉を別の客に提供していたことが明らかとなり、6月25日に名古屋市緑保健所の立ち入り検査を受けると共に営業自粛した[21]。この事件に伴うイオン側からの退店勧告を受け、2008年（平成20年）6月26日付で閉店となった[22]。

- HMVイオン大高[要出典]
  - 開店時から営業していたが2010年（平成22年）9月5日に閉店。跡地には[要出典]同年11月19日に同業他社のタワーレコードが出店した[23]。

### イオンシネマ大高
1階にあり、10スクリーン／1,846席（車椅子 26席）を有するイオンエンターテイメントが経営・運営している映画館。
アジアの映画館では初めてD-BOXが導入された。
- 2010年（平成22年）3月23日 - ワーナー・マイカルによる経営・運営の『ワーナー・マイカル・シネマズ大高』として開館[12]。
- 2013年（平成25年）7月1日 - ワーナー・マイカルとイオンシネマズが合併し、経営・運営が『イオンエンターテイメント』へ変更した事に伴い、『イオンシネマ大高』に改称。

## 交通アクセス

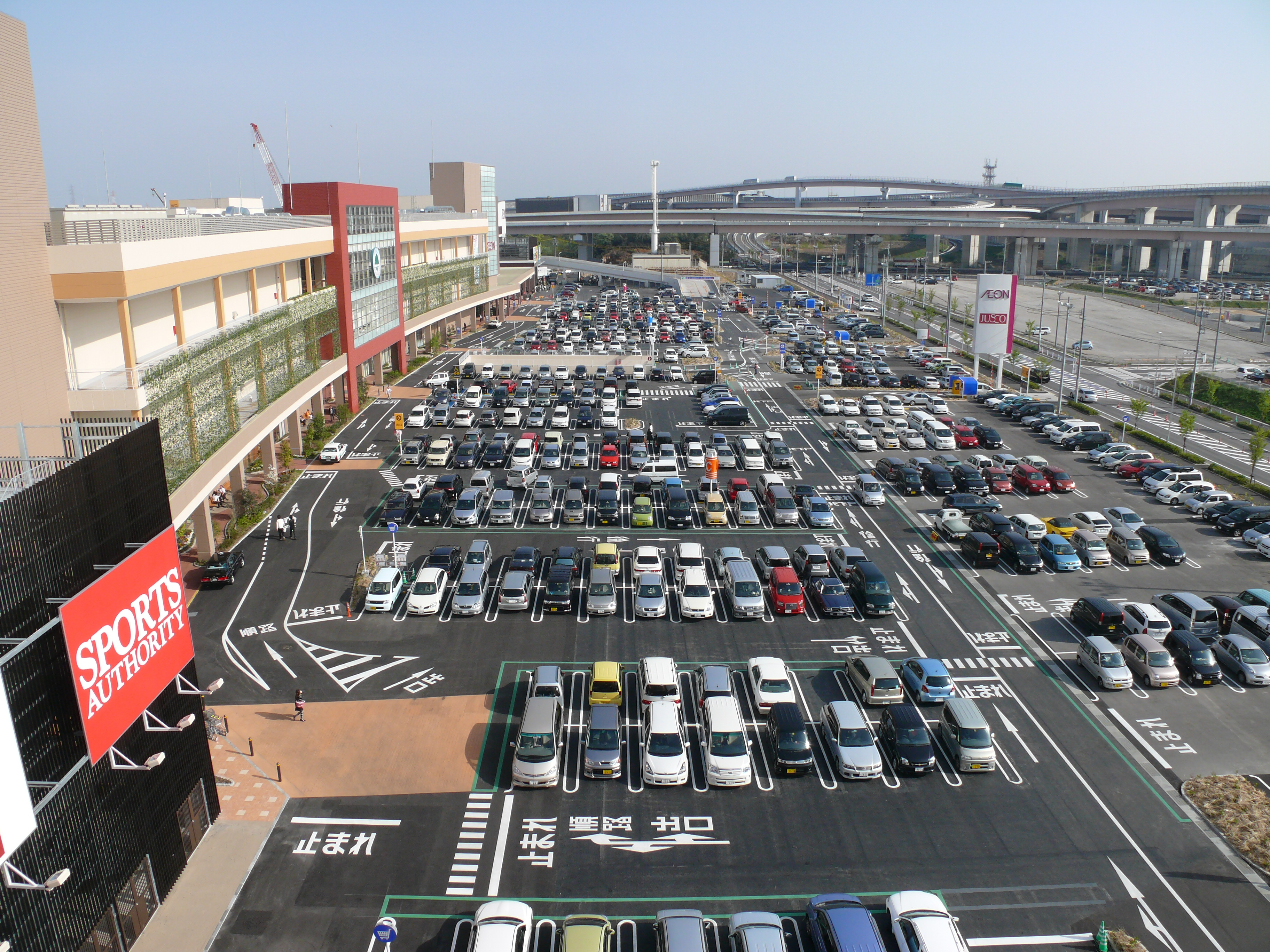
平面駐車場

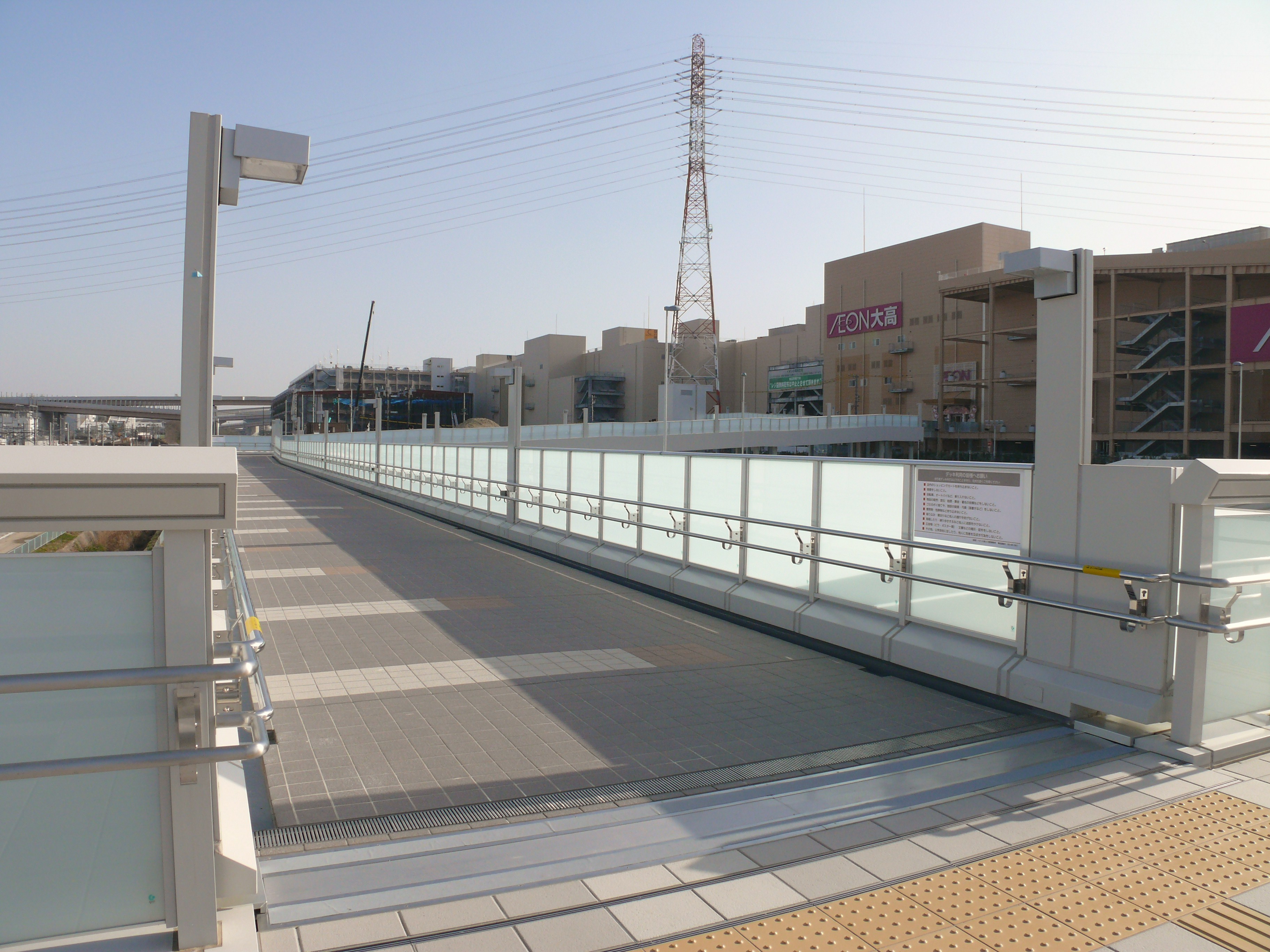
南大高駅と結ぶ自由通路

### 自家用車
多くの幹線道路（国道23号（名四国道）・国道302号（名古屋環状2号線）・伊勢湾岸自動車道・名古屋第二環状自動車道・名古屋高速3号大高線・知多半島道路）が交差する地域にあり、渋滞が懸念されるため、公共交通機関での来館を案内している。モールの西側・南側には名古屋南ジャンクションがある。

### 公共交通機関

#### 鉄道
東海旅客鉄道（JR東海）
- 東海道本線：南大高駅下車、自由通路で直結、徒歩で約2分。

#### バス
名古屋市営バス
- 鳴子13・鳴海11（右回り、左回り）・鳴海12：「南大高駅」停留所下車。
- 緑巡回：「南大高駅東」停留所下車。

名鉄バス
- 鳴海大高線：鳴海駅 - 緑区役所 - 大高緑地西 - イオンモール大高
  - 当初は無料で運行し、大高駅にも停車していたが（イオン行きは乗車のみ、鳴海駅行きは降車のみ）南大高駅の開業に伴い鳴海駅からイオンまでノンストップになった。
  - 2009年（平成21年）9月1日より有料（200円、現在は210円）になった。
  - 2016年（平成28年）10月1日より新たに「大高緑地西」停留所が新設された。
  - 2018年（平成30年）10月1日より新たに「緑区役所」停留所が新設された。
  - 有料だが、モール内で1000円以上買い物をすると片道乗車券がもらえる[26]。
  - 停留所から若干距離がある名古屋市営バスとは異なり、店舗敷地内に停留所があるので利便性は優れている。